# Spay (Sarthe)
Spay é uma comuna francesa na região administrativa do País do Loire, no departamento de Sarthe. Estende-se por uma área de 14.22 km². Em 2010 a comuna tinha 2 933 habitantes (densidade: 206,3 hab./km²).